# Knoblauchkröte
Die Knoblauchkröte (Pelobates fuscus) ist ein Froschlurch und gehört zur Gattung der Europäischen Schaufelfußkröten (Pelobates) innerhalb der Überfamilie der Krötenfrösche. Mit den scharfkantigen, verhornten Auswüchsen an ihren Fußsohlen kann sie sich sehr schnell in lockeren Boden eingraben, wo sie den Tag verbringt. Aufgrund ihrer verborgenen Lebensweise und ihrer zerstreuten Verbreitung ist die Art allgemein nur wenig bekannt. Um auf ihre allgemeine Gefährdung aufmerksam zu machen, wurde sie zum Froschlurch des Jahres 2007 ernannt.

## Merkmale
Erwachsene Männchen erreichen eine Körperlänge von maximal 6,5 cm, Weibchen maximal rund 8 cm; im Durchschnitt bleiben aber beide Geschlechter etwas kleiner. Die Färbung der Knoblauchkröte variiert je nach Lebensweise, regionalem Vorkommen und Geschlecht. Meist zeigen die Tiere oberseits auf hellgrauem bis beigebraunem Grund unregelmäßige dunkelbraune, oft länglich-gestreckte Inselflecken. Fast jedes Tier ist dadurch individuell unterscheidbar. Hinzu können noch rötliche oder braune Warzen kommen, an den Flanken auch rote Tupfen. Weibchen sind in der Regel stärker rotbraun gefärbt, Männchen tendieren eher zu Grau- oder Lehmgelbtönen. Außerdem weisen letztere zur Paarungszeit verdickte Oberarmdrüsen auf. Manchen Exemplaren fehlt die Fleckenzeichnung fast völlig. Während des Wasseraufenthaltes dunkeln viele Tiere nach und haben so eine vorübergehend kontrastärmere Zeichnung.

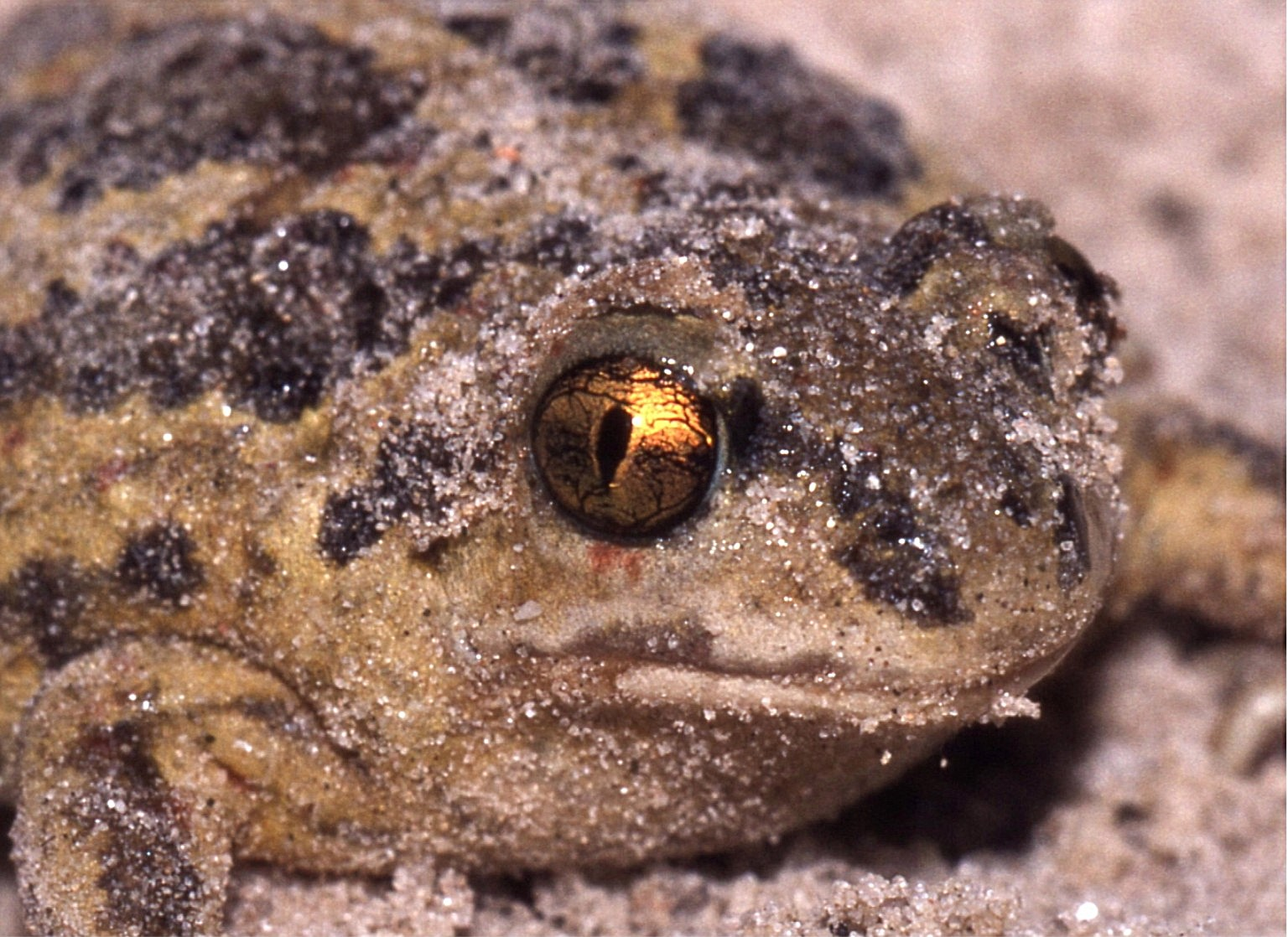
Männchen mit typischem „Katzenauge“

Der Bauch ist weißlich gefärbt, oft mit hell- bis dunkelgrauen Sprenkeln. Gelegentlich treten auch albinotische Formen auf. Weitere markante äußere Merkmale sind ein helmartiger „Scheitelhöcker“ am Hinterkopf sowie die senkrecht schlitzförmigen Pupillen, wie sie unter den mitteleuropäischen Froschlurchen sonst nur noch die Geburtshelferkröte aufweist. Der bei allen Froschlurchen vorhandene Fersenhöcker (Callus internus) an den Fußsohlen ist bei der Knoblauchkröte besonders vergrößert, scharfkantig und verhärtet. Er dient dem Tier als „Grabschaufel“ (Grabschwiele; vergleiche Lebensweise).

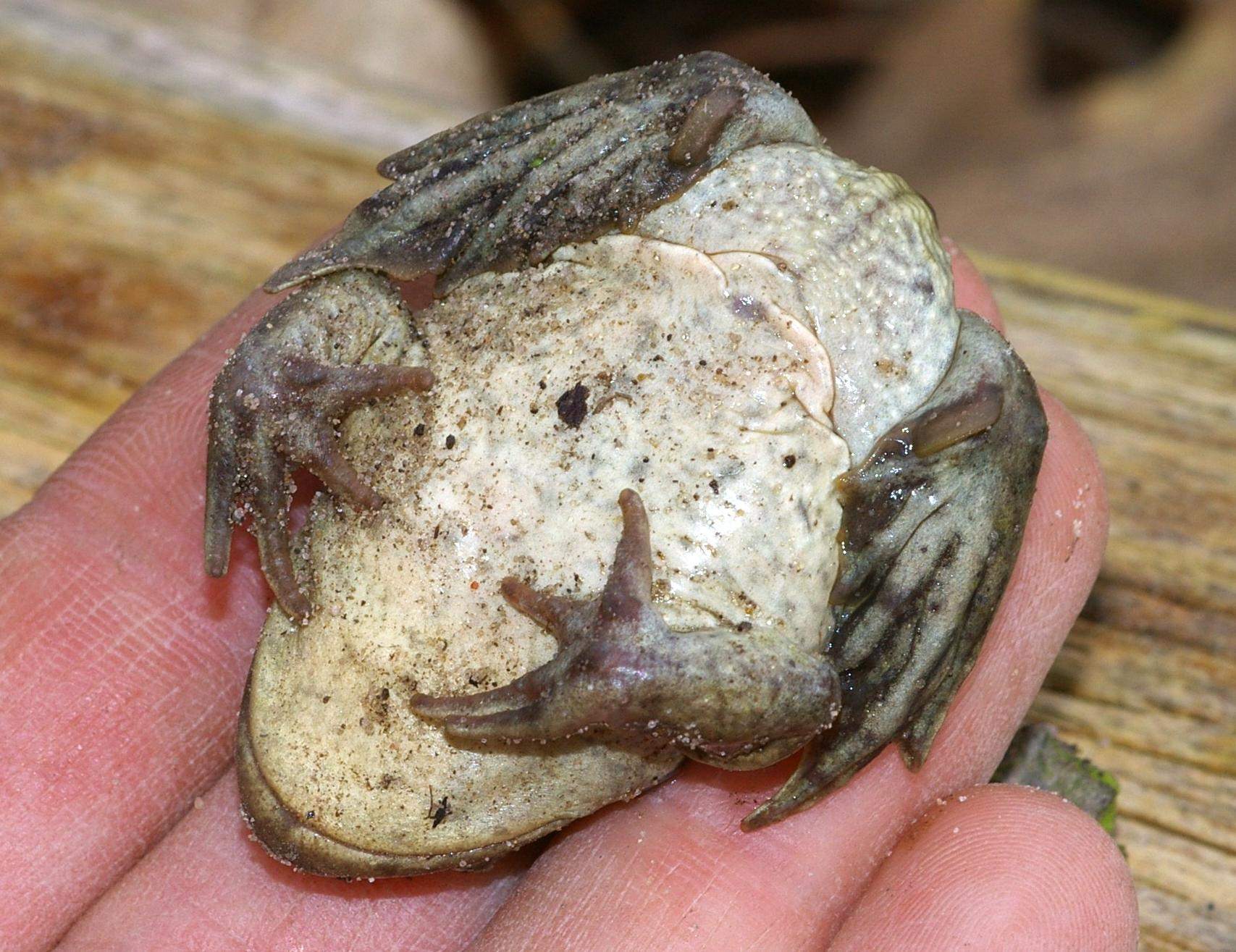
Bauchseite; man beachte auch die Fersenhöcker an den Fußsohlen.

Dieses Merkmal – wie auch die Pupillenform – teilt sich die Art mit ihren nahen südeuropäischen Verwandten, dem Messerfuß (Pelobates cultripes) und der Syrischen Schaufelkröte (Pelobates syriacus), aber auch mit den Amerikanischen Schaufelfußkröten (Scaphiopodidae). Unterschiedlich ist je nach Art die Farbe der Grabschwielen – bei der Knoblauchkröte sind sie hellbraun gefärbt.
Der namensgebende Knoblauchgeruch, der diesem Froschlurch nachgesagt wird, ist höchstens bei einer starken Schreckreaktion wahrnehmbar. Das dabei abgegebene Sekret dient der Feindabwehr. Zum Verhaltensrepertoire bei der Feindabwehr sollen auch das aktive Angreifen und Beißen des Gegners gehören sowie das Ausstoßen eines Schreckrufes, der einem Kleinkindschrei ähnelt. Wesentlich regelmäßiger sind in Bedrohungssituationen jedoch passive Verhaltensweisen wie das Aufblähen des Körpers oder geducktes Zusammenkauern zu beobachten.

## Fortpflanzung und Individualentwicklung
(Phänologische Daten im Folgenden beziehen sich in der Regel auf das mitteleuropäische Tiefland.)

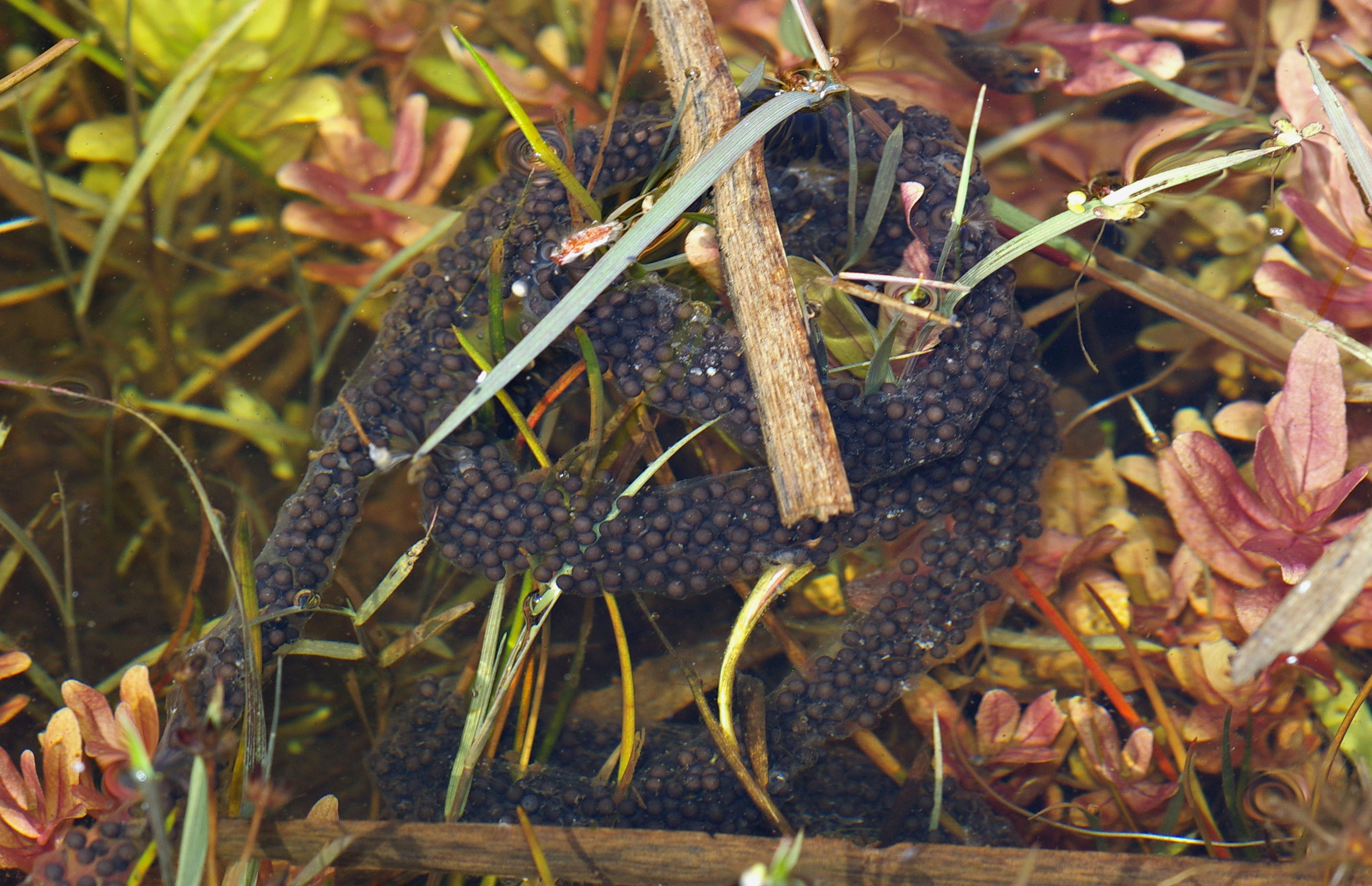
Laichschnur der Knoblauchkröte

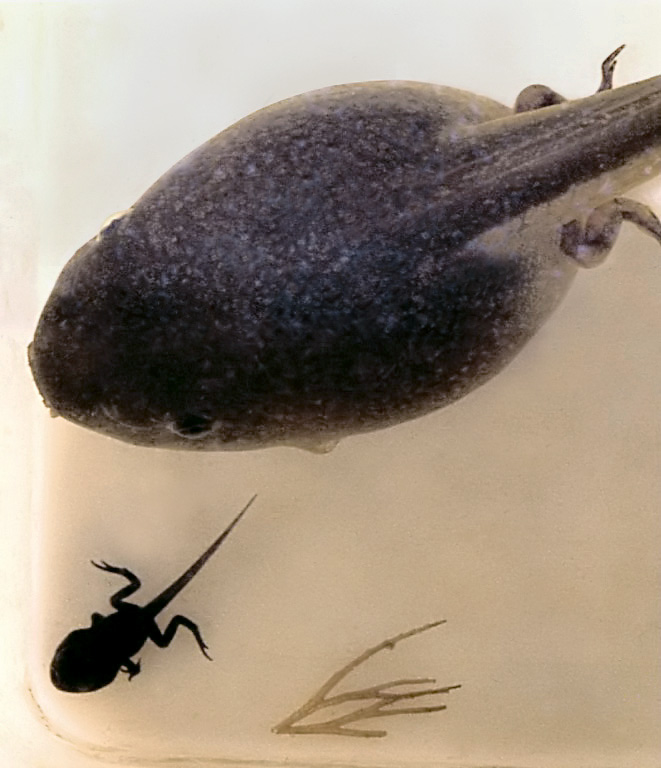
Größenvergleich zwischen der Larve einer Knoblauchkröte und einer – schon weiter entwickelten – Erdkrötenlarve (unten). Gut erkennbar sind die weit außen liegenden Augen, das Atemloch (Spiraculum) an der linken Flanke und die häufig zu beobachtende halbtransparente Silhouette.

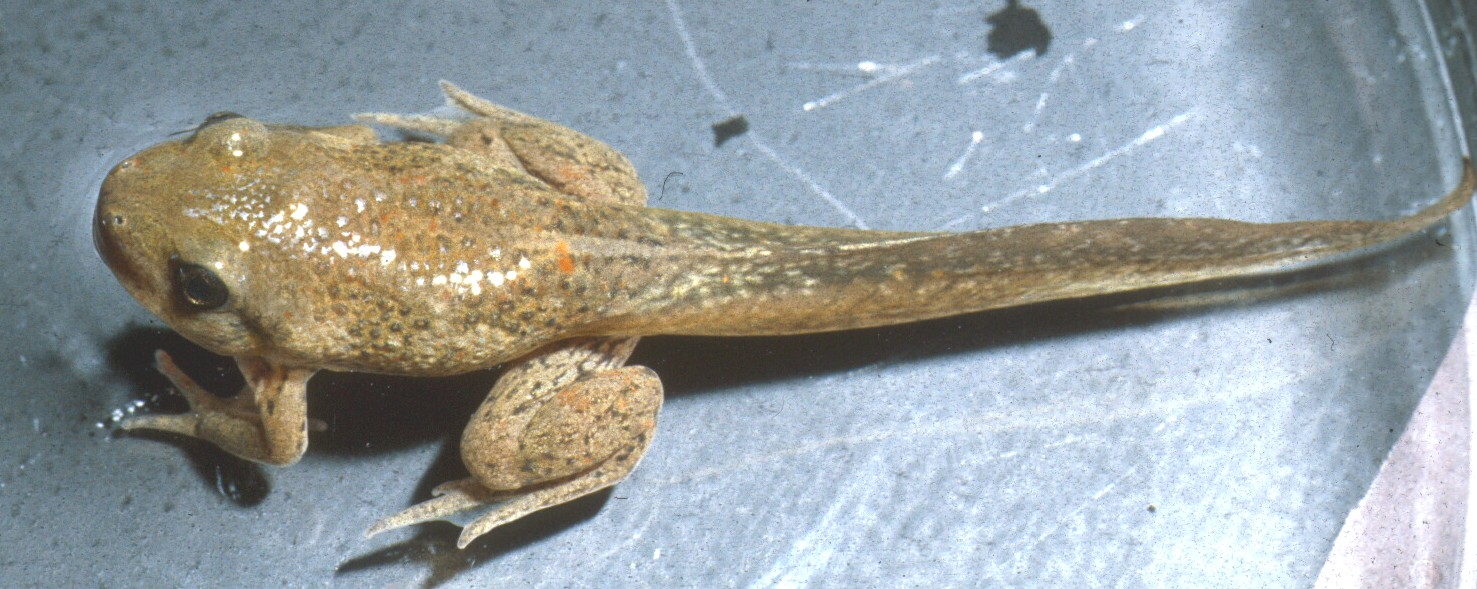
Sehr helle, fast zeichnungslose Larve der Knoblauchkröte im Stadium der Metamorphose

Mit Eintritt deutlich frostfreier, regnerischer Nächte (meistens etwa Ende März) begeben sich Knoblauchkröten auf Wanderschaft von ihrem Winterquartier zum Fortpflanzungsgewässer. Sie erscheinen dabei in Normaljahren mit Winterwitterung bis in den Februar/März hinein oft nur einige Tage verzögert gegenüber typischen „Frühlaichern“ wie Erdkröte oder Grasfrosch, wobei die Männchen wie bei den meisten Amphibienarten im Durchschnitt etwas früher aktiv sind als die Weibchen.
Die Paarungsrufe der Männchen – auch Weibchen sind zu Lautbildungen fähig – sind aufgrund fehlender Schallblasen sehr leise und werden außerdem in der Regel unter Wasser geäußert. Dadurch sind sie für den Beobachter nur aus nächster Nähe hörbar. Sie klingen etwa wie „wock .. wock .. wock“ oder „klock .. klock .. klock“. Die Hauptruf- und -laichzeit liegt etwa zwischen Ende März und Mitte Mai. Ausgelöst durch ausgiebige Regenfälle im Hochsommer findet dann gelegentlich eine zweite Balz- und Laichphase (Nebenlaichzeit) statt. Beim Amplexus wird das Weibchen vom Männchen in der Lendengegend umklammert – dies ist typisch für die stammesgeschichtlich ursprünglicheren Arten der Mesobatrachia und der Archaeobatrachia („Urtümliche Froschlurche“).
Der Laich, der spiralig um bevorzugt senkrecht ausgerichtete Pflanzenstängel gewickelt wird, unterscheidet sich sowohl von dem der Echten Kröten (dünne Schnüre) als auch von dem der Frösche (Ballen bzw. Klumpen): Es sind dicke Gallertschnüre von circa 40–70 cm Länge und einem Durchmesser von anderthalb bis zwei Zentimetern. Sie enthalten zwischen 1200 und 3400 braunschwarze Eier. Nach vier bis zehn Tagen Embryonalentwicklung schlüpfen die Kaulquappen. Die älteren Entwicklungsstadien sind auffällig groß und bewegen sich fischartig, sie werden mit Gesamtlängen von 9 bis 12 Zentimetern – ausnahmsweise auch über 20 cm – deutlich größer als viele andere Froschlarven. Sie haben in der Draufsicht auffallend weit auseinanderstehende Augen (wie sonst bei mitteleuropäischen Arten nur noch Kaulquappen des Laubfrosches) und verfügen über relativ stark ausgeprägte, dunkle Hornschnäbel. Gerne schwimmen sie dicht unterhalb der Wasseroberfläche in warmen Wasserschichten, um bei Beunruhigung blitzartig abzutauchen und sich im Schlamm zu verbergen. Auch beim Verlassen des Larvalgewässers (Ende Juni und im Juli, manchmal später), also bei Vollendung der Metamorphose, sind die Tiere vergleichsweise groß: Mit 2 bis 3,5 cm sind sie zwar gegenüber dem Larvenstadium erheblich geschrumpft, aber immer noch gut doppelt so lang wie die meisten anderen frischmetamorphosierten Froschlurche in Europa. Knoblauchkröten können bereits nach einem Jahr geschlechtsreif werden; meist nehmen sie aber erst im zweiten Jahr nach der Metamorphose selbst am Reproduktionsgeschehen teil.

## Lebensraum, Lebensweise
Die erwachsenen Kröten sind, abgesehen von der Laichzeit, bodenbewohnende Landtiere. Sie bevorzugen insbesondere Landschaften mit lockeren, sandigen bis sandig-lehmigen Oberböden (beispielsweise Heiden, Binnendünen, Magerrasen, Steppen). Hier können sich die Tiere mittels ihrer Fersenhöcker-„Schaufeln“ an den Hinterfüßen und der speziell angepassten Beinmuskulatur rasch eingraben. Die Grabtiefen liegen nach einer Untersuchung aus Nordwestdeutschland während der Laichzeit je nach Bodentyp und Umfeld nur zwischen 1,5 und 8 Zentimetern, in der übrigen Zeit aber wahrscheinlich deutlich tiefer (circa 10 bis 60 cm). Die gegrabenen Höhlungen werden von den Tieren mehrfach genutzt. Bei optimalen Umweltbedingungen werden die unterirdischen Tagesverstecke regelrecht zur Wohnhöhle ausgebaut, indem die Wände durch die Knoblauchkröte mechanisch stabilisiert und gefestigt werden. In sehr trockenen Sommern kann es gelegentlich zu längeren Phasen der Inaktivität kommen, in denen die Kröten ihr Erdloch nur selten verlassen.

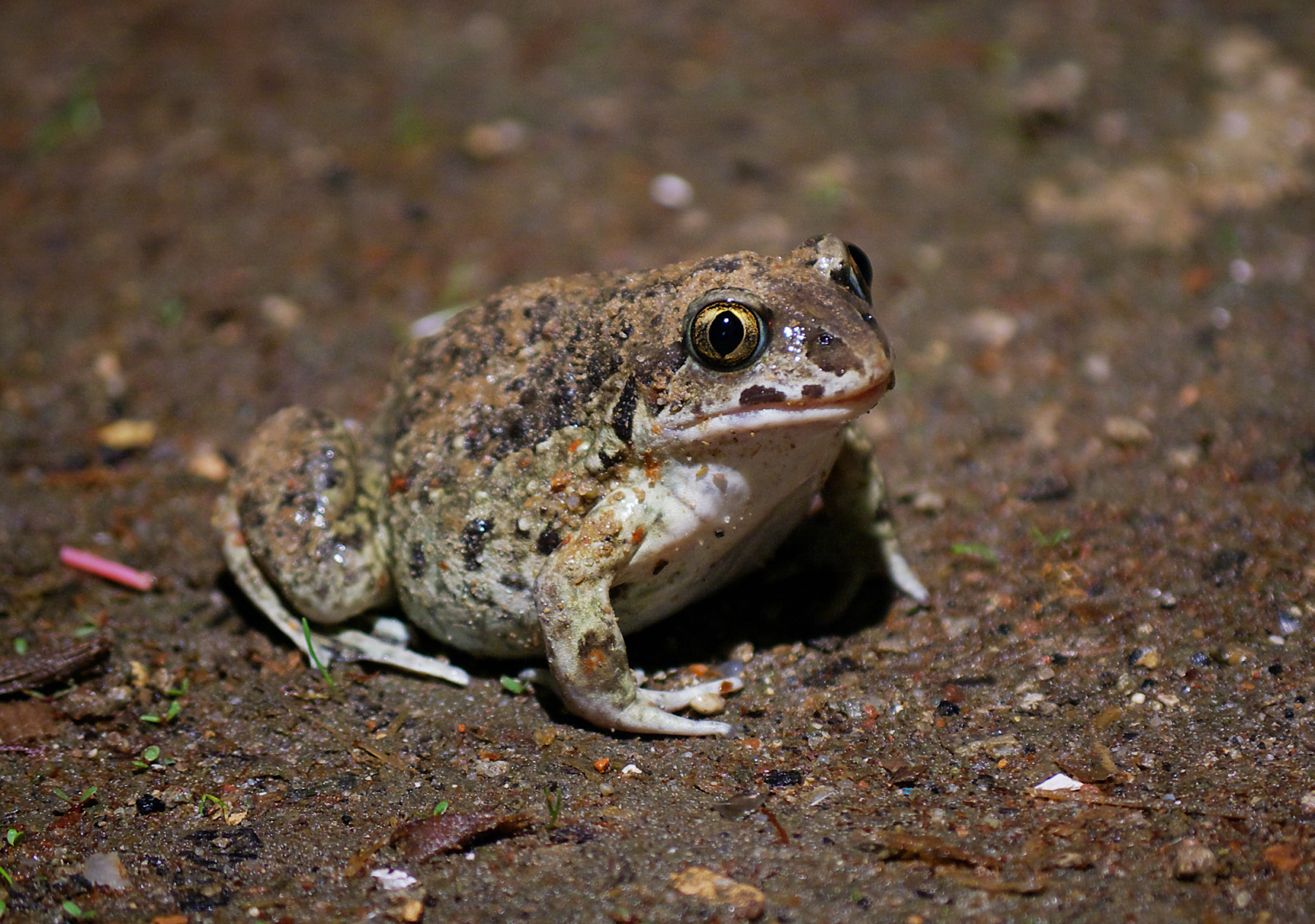
Ausgewachsenes Männchen

Sobald die abendliche Dämmerung anbricht, graben sich die Tiere aus ihrem unterirdischen Versteck frei, um an der Oberfläche auf Nahrungssuche zu gehen. Knoblauchkröten sind vorwiegend Insektenfresser. Ihre Nahrung besteht hauptsächlich aus Käfern, Feldgrillen, Heuschrecken und glatten Raupen, aber auch Asseln, kleinen bis mittelgroßen Schnecken und Regenwürmern. Sie selbst gehören zum Beutespektrum verschiedener Vogel- und Säugetierarten. Als wichtigste Fressfeinde gelten Eulen wie der Waldkauz (für adulte Kröten) und insbesondere die Stockente beim Vertilgen von Laich und Larven. Daneben treten beispielsweise auch Reiher, Störche und Greifvögel als Prädatoren der Kaulquappen und der Adulten auf (vergleiche hierzu auch: Rotfußfalke).

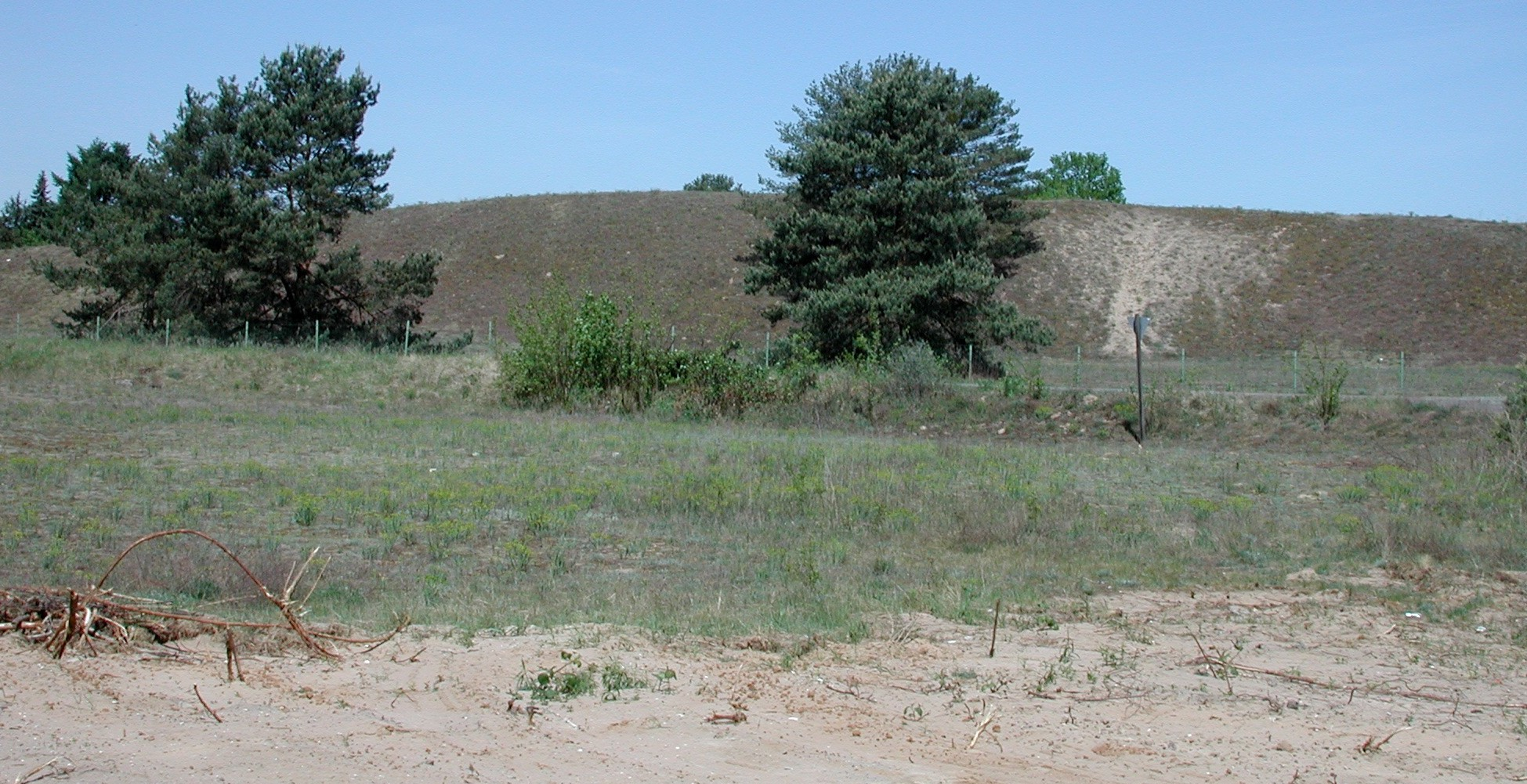
Lebensraum mit sandigem Boden – ideal für Knoblauchkröten

Von der Landwirtschaft und ihrer Tendenz zu immer größeren Acker-Anbauflächen haben Knoblauchkröten in mancher Hinsicht profitiert (vergleiche aber auch: Gefährdung). Je mehr offene, bearbeitete Bodenflächen mit lockerer Körnung vorliegen, desto häufiger wandern die Tiere in diese Lebensräume ein. Besonders gerne besiedeln Knoblauchkröten sandige Kartoffel- und Spargeläcker („Kartoffelkröte“).

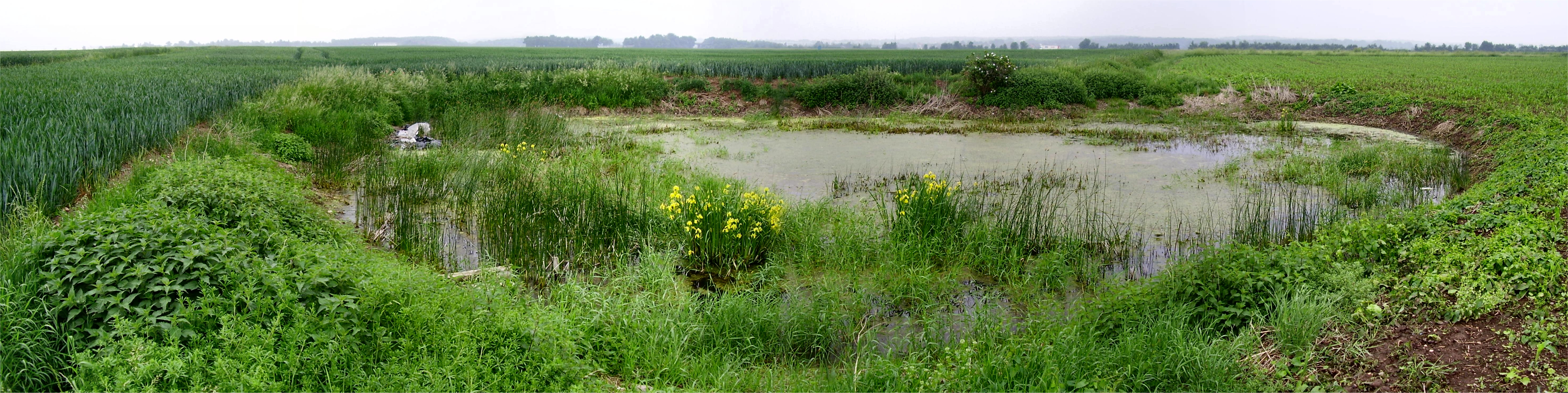
Laichgewässer am Westrand des Areals in intensiver Agrarlandschaft (Heimerzheim, Rhein-Sieg-Kreis, NRW)

Als Laichbiotope werden kleinere bis mittelgroße, eutrophe Stillgewässer wie Weiher und Teiche mit einer Mindesttiefe von circa 30 Zentimetern bevorzugt. Gerne besiedeln sie auch sogenannte Sekundärbiotope wie Kies-, Sand- oder Tongruben, aber auch extensiv bewirtschaftete Karpfenteichgebiete. Eine vegetationsreiche Uferzone, beispielsweise bewachsen mit Schwadenröhricht, Rohrkolbenröhricht oder Flutrasen, kommt den Bedürfnissen der Tiere entgegen. Häufiger liegen die Laichplätze in der Nähe oder sogar inmitten von bewirtschafteten Ackerflächen. Zur Überwinterung graben sich Knoblauchkröten bis zu einem Meter tief in den Boden ein. Vorgefundene Erdhohlräume, wie Mauselöcher oder Maulwurfsgänge, werden bevorzugt als Winterquartier angenommen und nach den eigenen Bedürfnissen umgestaltet. Oberböden im Niedermoor sowie im Überflutungs- und Auenbereich werden von den Knoblauchkröten meistens gemieden – es sei denn, die Aue ist mit Flugsanddünen, Geestinseln oder fluviatilen Sandablagerungen durchsetzt. Dies ist beispielsweise an der mittleren Elbe der Fall, wo die Art teilweise sogar sehr individuenreiche Vorkommen hat. In optimalen Lebensräumen können manchmal Populationen von mehreren hundert oder sogar über tausend Knoblauchkröten nachgewiesen werden. Allgemein ist davon auszugehen, dass die Vorkommen der Art aufgrund ihrer versteckten, unauffälligen Lebensweise noch nicht vollständig bekannt sind.

## Verbreitung

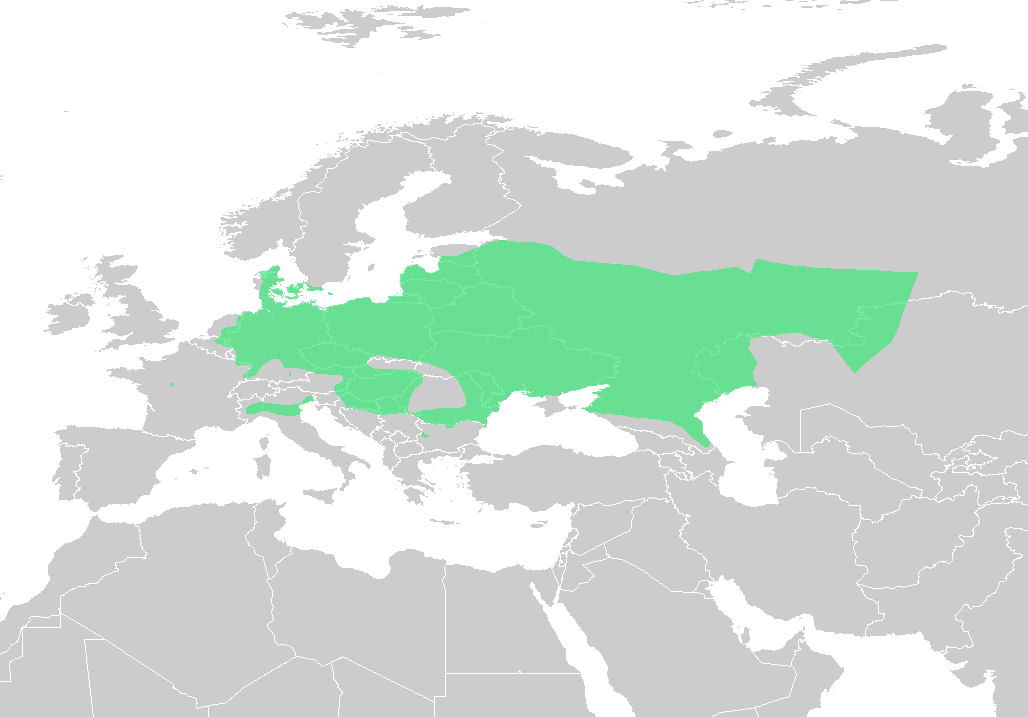
Verbreitungskarte gemäß [ IUCN-Daten]. Das hier gezeigte Verbreitungsgebiet schließt jedoch auch die Östliche Knoblauchkröte mit ein.

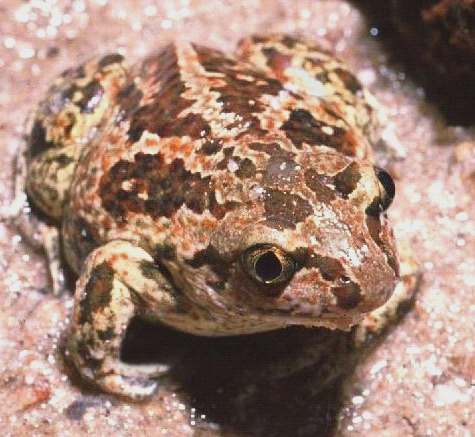
Ein Weibchen; bei der Fleckenmusterung ist es arttypisch, dass eine Längslinie in der Rückenmitte ausgespart bleibt.

Die Verbreitung der Nominatform Pelobates fuscus fuscus umfasst hauptsächlich das Tiefland Mittel- und Osteuropas. Die Knoblauchkröte ist eine kontinental-pontisch verbreitete Spezies. Die westlichsten Vorkommen befinden sich an der Ostgrenze von Frankreich (Rheingebiet) und im Osten der Niederlande, die nördlichsten in Dänemark und Estland. Im Osten reicht das Areal bis nach Kasachstan und im Süden bis nach Oberitalien, Nordserbien und Bulgarien. In der Schweiz gilt die Art als ausgestorben oder hat allenfalls einen heute ungewissen Status, in Österreich ist sie außerhalb des Alpenraumes zerstreut bis selten in östlichen Beckenlagen feststellbar (Steiermark, Oberösterreich, Burgenland, Niederösterreich, Wien).
Die Verbreitungsschwerpunkte in Deutschland liegen überwiegend in Tieflandbereichen aller nordöstlichen Bundesländer (= nordostdeutsches Tiefland) sowie in Niedersachsen (dort insbesondere in der Osthälfte). Außerdem gibt es gewisse Fundpunkthäufungen im nördlichen Bayern (vor allem: Fränkische Teichlandschaft) sowie im Oberrheinischen Tiefland Baden-Württembergs und Süd-Hessens. Ansonsten findet man Vorkommen dieser Art in Deutschland nur unstetig oder sie fehlen ganz, insbesondere in den von Verwitterungsgesteinen dominierten Mittelgebirgsregionen.

## Systematik
Die Knoblauchkröte und weitere drei nahe verwandte Arten der Gattung Europäische Schaufelfußkröten (Pelobates) bilden in neueren systematischen Übersichten meist eine eigenständige Familie Pelobatidae innerhalb der entstehungsgeschichtlich „mittelweit“ entwickelten Froschlurch-Unterordnung Mesobatrachia (die von manchen Autoren nicht von den Archaeobatrachia getrennt wird). Früher wurde die Familie Pelobatidae weiter definiert und umfasste auch die Amerikanischen Schaufelfußkröten und die Asiatischen Krötenfrösche. Basierend auf vergleichenden DNA-Untersuchungen werden diese nun jeweils als eigene Familien betrachtet und nur noch in Form der Überfamilien der Krötenfrösche (Pelobatoidea) und der Pelodytoidea (gemeinsam mit den Schlammtauchern) taxonomisch zusammengefasst. Andere Autoren fassen die in Pelobatoidea und Pelodytoidea subsumierten Familien teilweise nur als Unterfamilien auf.
Die disjunkten Knoblauchkröten-Vorkommen in der italienischen Poebene – früher auch in der äußersten Südschweiz – wurden zeitweise als eigene Unterart Pelobates fuscus insubricus Cornalia, 1873 (Italienische Knoblauchkröte) behandelt. Dieser taxonomische Status wird inzwischen jedoch angezweifelt. Im Hauptverbreitungsgebiet werden darüber hinaus eine westliche und eine östliche Form der Knoblauchkröte unterschieden; manche Autoren billigen der östlichen sogar einen eigenen Artrang zu. Zumindest erscheint es aber gerechtfertigt, diese als weitere Unterart von der Nominatform abzugrenzen. Die östliche Unterart wird als Pelobates fuscus vespertinus bezeichnet und kommt ab der östlichen Ukraine und dem europäischen Teil Russlands ostwärts vor.

## Fossile Nachweise
Die frühesten Fossilfunde der Knoblauchkröte in Mitteleuropa stammen aus dem Oberpliozän vor etwa zwei Millionen Jahren. Für das Eiszeitalter (Pleistozän) liegen weit verbreitete, allerdings nicht sehr häufige Nachweise vor allem aus Gebieten mit Lößböden vor. Nacheiszeitliche Warmphasen waren mit intensiver Wiederbewaldung verbunden – bei der „Steppenart“ Knoblauchkröte führte dies zwischenzeitlich sogar zu einem Rückgang. Fossilisierte Skelettfunde (aber auch „neuzeitliche“ beispielsweise in Eulengewöllen) lassen sich recht gut der Knoblauchkröte zuordnen, da sie über markante Merkmale im Knochenbau verfügt. Dazu gehören höckerartige Hautverknöcherungen am Schädeldach und schmetterlingsförmige Verbreiterungen und Querfortsätze am Lendenwirbel.

## Gefährdung und Schutz

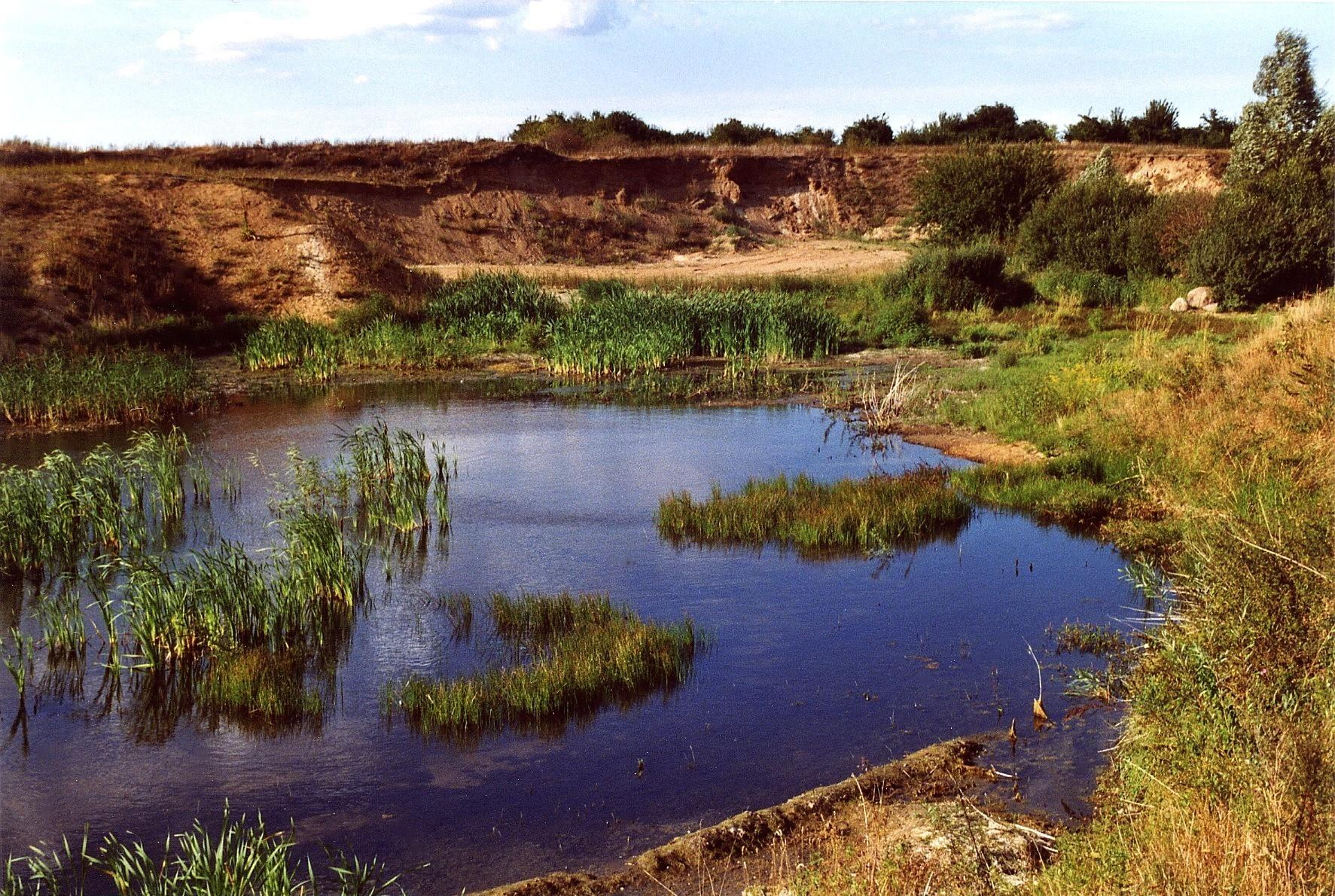
Naturnah entwickelte Kiesgrube

Knoblauchkröten leiden wie alle mitteleuropäischen Amphibien vor allem unter der Zerstörung oder Beeinträchtigung von Kleingewässern in der Kulturlandschaft durch Zuschüttung oder Eintrag von Müll und Umweltgiften. Auch die Einschwemmung von Düngerstoffen belastet viele Gewässer und trägt zu ihrer vorzeitigen Verlandung durch Eutrophierung bei. Allerdings scheinen gerade Knoblauchkröten in dieser Hinsicht etwas weniger empfindlich zu sein als Arten wie etwa der Laubfrosch. Werden von Menschen Fische in Kleingewässer eingesetzt, die dort natürlicherweise nicht vorkommen würden, führt dies in der Regel zum Zusammenbruch von Lurchpopulationen, da deren Laich und Larven von den meisten Fischen gefressen werden. In extensiven Karpfenteichwirtschaften mit naturnahen Röhrichtzonen können Knoblauchkröten aber recht gut überleben und auch größere Bestände aufbauen. Dies geschieht dann manchmal zum Ärger von Teichwirten, die die großen Kaulquappen als lästig, vielleicht auch als Nahrungskonkurrenten ihrer Karpfen wahrnehmen. Daher kommt es immer noch zur Bekämpfung der völlig harmlosen Kaulquappen, die sich von organischen Schwebstoffen und gelegentlich Aas und verletzten Artgenossen ernähren.
Die Besiedlung von Ackerflächen ist für Knoblauchkröten mit erheblichen Gefahren verbunden. Sie können von landwirtschaftlichen Maschinen während der Bodenbearbeitung verletzt oder getötet werden, letale Hautverätzungen durch Kunstdünger erleiden, bei der Ausbringung von Klärschlamm und Gülle in Mitleidenschaft gezogen werden sowie durch Pestizide direkt oder mittelbar über die Nahrungskette vergiftet werden. Außerdem wird die Knoblauchkröte bei ihren Wanderungen durch den Straßenverkehr gefährdet, wenn beispielsweise zwischen dem Winterquartier und dem Laichgewässer eine Straße verläuft.
Während die Bestände der Art in Arealzentren (wie in Deutschland etwa in Brandenburg und in Sachsen-Anhalt) oft noch als ungefährdet eingeschätzt werden, machen sich insbesondere an den Verbreitungsrändern regionale Rückgangstendenzen bemerkbar. So gilt die Art in Nordrhein-Westfalen inzwischen als „vom Aussterben bedroht“. Auch in Bayern hat sich die Bestandssituation deutlich verschärft, dort wird P. fuscus als „stark gefährdet“ eingestuft.
Gesetzlicher Schutzstatus (Auswahl)

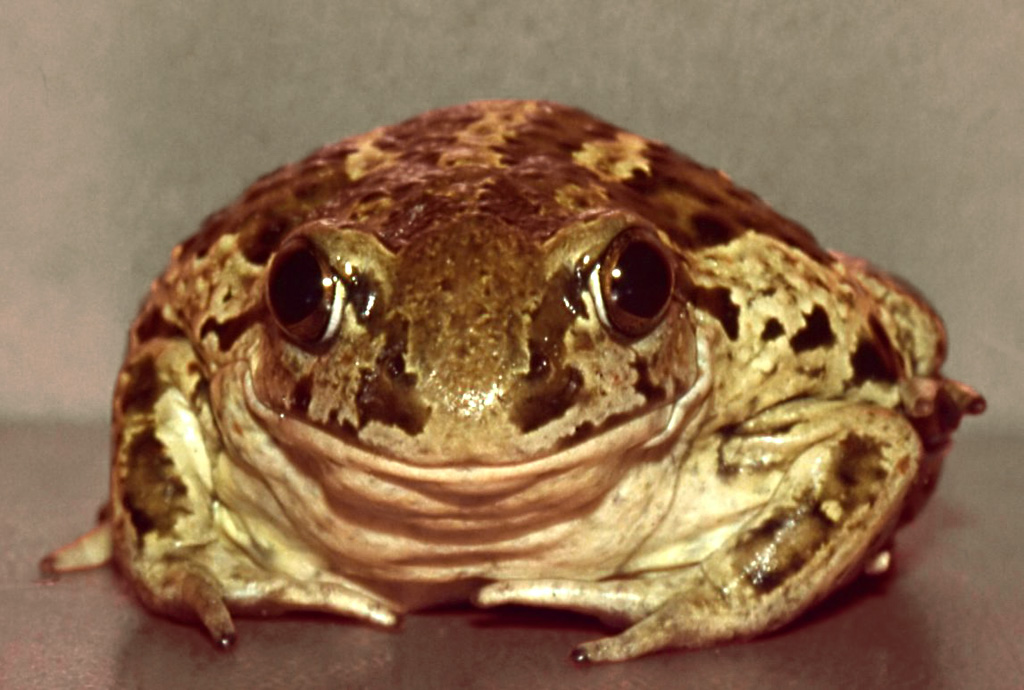
Vorderansicht einer Knoblauchkröte mit weit geöffneten Pupillen

- Fauna-Flora-Habitat-Richtlinie (FFH-RL): Anhang IV (streng zu schützende Art)
Unterart P. f. insubricus: Anhang II (es sind eigens Schutzgebiete auszuweisen)
- Bundesnaturschutzgesetz (BNatSchG): streng geschützt

Nationale Rote Liste-Einstufungen (Auswahl)
- Rote Liste Bundesrepublik Deutschland: 3 – gefährdet
- Rote Liste Österreichs: EN (entspricht: stark gefährdet)
- Rote Liste der Schweiz: DD (data deficient = ungenügende Datenlage)

## Nomenklatur
Veraltete wissenschaftliche Synonyme sind Bufo fuscus Laurenti, 1768 (Erstbeschreibung), Rana fusca Freyhans, 1779 und Bombina marmorata Koch, 1828. Den taxonomisch korrekten wissenschaftlichen Namen Pelobates fuscus führte Johann Georg Wagler im Jahr 1830 ein. Dieser Name wurde abgeleitet aus dem Griechischen (ho pelos = Schlamm, bainein = gehen) und dem Lateinischen (fuscus = dunkelbraun, dunkelgrau). Wenig bis kaum noch gebräuchliche deutschsprachige Trivialnamen sind „Knoblauchskröte“, „Knoblauchfroschkröte“, „Brauner Krötenfrosch“, „Landunke“, „Wasserkröte“ oder „Braune“ bzw. „Marmorierte Protze“. Im Englischen wird die Art „Common Spadefoot“, im Französischen „Pélobate brun“, im Niederländischen „Knoflookpad“, im Italienischen „Pelobate bruno“, im Polnischen „Grzebiuszka ziemna“ genannt.